# Kohlebergbau im Habichtswald
Der Kohlebergbau im Habichtswald bezeichnet den Abbau von Braunkohle im Habichtswald, einem Mittelgebirge westlich von Kassel in Nordhessen. Bereits seit dem 16. Jahrhundert lässt sich hier Kohlebergbau nachweisen, womit die Region (neben dem Hohen Meißner) zu den ältesten Braunkohle-Abbaugebieten Deutschlands zählt. Die Förderung blieb jedoch stets relativ kleinräumig und diente vor allem der regionalen Versorgung. Im Zuge der Industrialisierung entstanden im 19. Jahrhundert mehrere kleine Zechen; der Abbau erreichte in der ersten Hälfte des 20. Jahrhunderts seine Blütezeit, blieb aber gegenüber den großen mitteldeutschen oder rheinischen Braunkohlerevieren unbedeutend. Die letzte Grube wurde 1966 geschlossen. Sichtbare Spuren sind heute noch wenige Stollenmundlöcher und Geländeeinspünge; Flurnamen wie die „Kohlenstraße“ oder der „Zeche-Marie-Weg“ im Kasseler Stadtteil Brasselsberg erinnern an die Bergbauzeit. Das Grubenwasser eines alten Stollens wird bis heute über den Aschgraben in den Aschsee geleitet und für die Wasserspiele im Bergpark Wilhelmshöhe verwendet.

## Geschichte bis zum 19. Jahrhundert
Bis ins 16. Jahrhundert diente die fossile Kohle ausschließlich zu kleingewerblichen und handwerklichen Heizzwecken. In der zweiten Hälfte des Jahrhunderts begann die industrielle Nutzung mit der regelmäßigen Belieferung der Saline in Sooden.

## Bergbau im 19. und 20. Jahrhundert
Mit der Industrialisierung stieg der Kohlebedarf. 1868 nahm die Zeche Marie am Brasselsberg ihren Betrieb auf. Die meterspurige Herkulesbahn wurde ab 1902 zum Transport von Kohle und Basalt eingesetzt und transportierte bis zu 500 Tonnen Material täglich. Die Bahn bediente auch andere Gruben wie den Roten Stollen und die Zeche Herkules, letztere wurde 1947 stillgelegt. Viele Kleinzechen litten unter geringen Vorräten und schwierigen geologischen Bedingungen. Bereits während der Weltwirtschaftskrise und dem Zweiten Weltkrieg wurde der Abbau zurückgefahren.
Nach dem Krieg wurde die Zeche Marie 1947 erneut in Betrieb genommen. 1949 entstand ein 250 m langer Entwässerungsstollen. Ab ca. 1950 diente eine kurze Materialseilbahn innerhalb des Zechengeländes dem Transport der Kohle zum Bunker an der Ehlener Straße. Nach Aufgabe des Güterverkehrs der Herkulesbahn 1961 wurde die Kohle mit LKW abtransportiert. 1966 wurde der Betrieb der Zeche Marie endgültig eingestellt.

## Technische und geologische Besonderheiten
Die Braunkohleflöze im Habichtswald sind relativ dünn und häufig von Basaltgängen durchzogen, was den Abbau erschwerte. Starke Wasserzutritte erforderten aufwändige Entwässerungslösungen. Auch Basalttuff wurde im Habichtswald abgebaut.

## Erinnerung und Spuren heute
Noch sind Stollenmundlöcher, Halden und Geländeeinspünge sichtbar. Wanderwege wie der „Zeche-Marie-Weg“ erinnern an die Bergbauzeit. Für die Sicherung ehemaliger Anlagen ist heute E.ON (als Rechtsnachfolger von PreussenElektra) zuständig.